# Клементе Пальма
Клементе Пальма Рамірес (Ліма, 3 грудня 1872 — 13 вересня 1946) — перуанський письменник — модерніст і літературний критик. Він був директором журналу Variedades протягом 23 років (1908–1931). Він був сином інтелектуала Рікардо Пальми та зведеним братом письменниці Анжеліки Пальми.

## Біографія
Клементе Пальма Рамірес народився 3 грудня 1872 року в Лімі, Перу, він був рідним сином письменника Рікардо Пальми та еквадорки Клеменсії (або Клементини) Рамірес, його хрестили в церкві Сан-Марсело. Його батько одружився з Крістіною Роман та Олів'є в 1876 році, і у них було 7 дітей: Фелікс Віталь, Анжеліка, також письменниця та одна із засновниць перуанського феміністичного руху, Рікардо, Перегріна Августа, Крістіна, Крістіан і Рене Крістіна.
Клементе навчався в різних школах, таких як Богоматері Гваделупської або Пітера Лабарта Дюрана. 1899 року він закінчив Національний університет Сан-Маркос за спеціальністю «Філологія» з полемічною дисертацією «Майбутнє рас у Перу».
Його батько, будучи директором Національної бібліотеки, мав можливість читати твори різних іноземних авторів, зокрема російських. У 1892 році він вступив до Національної бібліотеки як завідувач, і займав цю посаду до 1901 року. Наступного року він був призначений консулом у Барселоні та повернувся до Перу в 1905 році, щоб знову бути завідувачем бібліотеки до 1911 року.
У 1919 році у Барселоні він одружився з пуерториканкою Марією Мануелою Шмальц Каст з якою мав п'ятеро дітей: Джудіт, Клементе Рікардо, Рікардо, Клеменсію та Ізабель.
У 1919 році, коли президент Аугусто Б. Леґія розпочав свій одинадцятий термін, Клементе було обрано депутатом від провінції Ліма в Національну асамблею, метою якої було прийняти нову конституцію (Конституцію 1920 року). Потім до 1930 року він залишався звичайним заступником Онсеніо де Леґії.
У 1926 році він був делегатом на Панамериканському конгресі журналістів у Вашингтоні, а в 1929 році на Іберо-американській виставці в Севільї, де також була присутня його зведена сестра Анжеліка.
Від уряду Санчеса Серро він зазнав політичних переслідувань і провів півтора року у депортації в Сантьяго-де-Чилі.
Клементе обіймав посади генерального секретаря перуанської секції Управління інтелектуального співробітництва та президента Ateneo de Lima. Він був членом Перуанської академії мови та Географічного товариства Ліми.
Клементе помер у віці 73 років від раку підшлункової залози в лікарні Арзобіспо Лоайза 13 вересня 1946 року.

## Літературна кар'єра

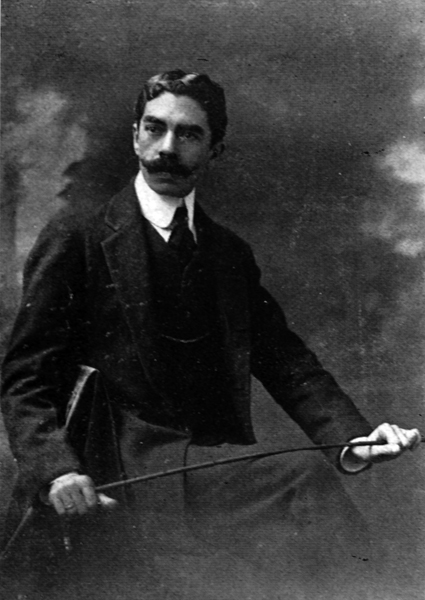
Клементе Пальма в 1912 році

Клементе почав свою літературну кар'єру рано: в шкільному журналі Педро Лабарта, школі, де він був однокласником Хосе Сантоса Чокано.
Як журналіст, в 1892 році він почав працювати в El Comercio, а пізніше керував кількома журналами, такими як El Iris (1894), Prisma (1906—1908) і Variedades (1908—1931), а також газетою La Crónica (1929).
У віці 20 років, редагуючи журнал Iris, він користується нагодою, щоб опублікувати свої оповідання, водночас він публікує вірші та есе в Perú Artístico.
Його перша книга з'явилася в світ у 1895 році: Літературна екскурсія, збірка статей, написаних для El Comercio.
Два оповідання, опубліковані в 1901 році, відкрили їй двері слави: Остання блондинка (17 березня) і Очі Ліни (5 травня), які стали частиною її антології Зловмисні історії, яка з'явилася в Барселоні в 1904 році.
З Білою фермою він дебютував у науковій фантастиці того ж року, а в 1905 році дебютував у літературі про вампірів з Вампірами.
Творчість Клементе Пальми, одного з перших, хто культивував модернізм у Перу, була зосереджена на наративі.
Хоча він був насамперед автором оповідань, він також пробував себе в романі: у 1913 році він опублікував перший розділ незакінченої LОнука слухача, а пізніше науково-фантастичний XYZ .
Клементе Пальма — ключова постать у розвитку новелістики на батьківщині, він вніс у літературу нові теми. Письменник порвав з перуанською літературною традицією, досі пов'язаною з костумбризмом, чудовим виразником якої був його батько. Його оповідання здебільшого присвячені фантастичним, психологічним темам, темам жахів і наукової фантастики. Його приваблювало хворобливе, і багато його героїв є ненормальними і збоченими.
Це вказує на сильний вплив на його творчість Едгара Аллана По і, меншою мірою, російських письменників ХІХ століття та французького декадансу.
У 2006 році Папський католицький університет Перу (PUCP) перевидав оповідальну працю Клементе Пальми, включаючи роман XYZ, який деякі критики вважають прецедентом для Винаходу Мореля (1940) аргентинця Адольфо Біой Касареса.

### Полемічні твори

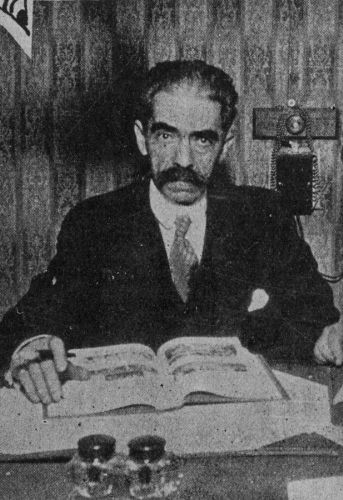
Одне з останніх фото Клементе Пальми

Його бакалаврська та докторська дисертації викликали суперечки. Так, у Майбутньому рас у Перу він вважає, що країна складається з вищої раси: іспанців; набір нижчих рас (індійці, чорні та китайці) і, нарешті, недостатньо обдаровані метиси. Об'єднані дією навколишнього середовища, усі вони утворять креольську расу. Дотримуючись модних детерміністських течій — особливо ідей французького соціолога Гюстава Ле Бона — він вважає, що індіанська раса непридатна для цивілізації та приречена на схрещування або зникнення, так само як чорна та китайська, бо з якої єдиною расою з майбутнім, на його думку, є криолла. Однак цьому не вистачає характеру, якого не можуть дати ні закони, ні освіта, тому він пропонує схрестити його з «енергійною породою», як німецька, для чого він рекомендує сприяти імміграції німців.
Також викликала ажіотаж його Філософія та мистецтво, «серія досліджень різноманітних проявів мистецтва в релігійній і філософській еволюції сучасного духу, настільки складна, така тонка, така незбалансована», в якій він має справу з атеїзмом, сатанізмом і андрогінність. Обидві тези відображають позитивістське мислення та еволюційний натуралізм, які Пальма сповідував у молодості.
Критика, яку він зробив щодо Сесара Вальєхо, якому він рекомендував присвятити себе чомусь іншому, ніж поезія, також була дуже неправильною. Це правда, що він зробив це після того, як прочитав єдиний вірш Поет до коханої, який Пальма описує як «кричущий», один із тих «більш-менш сирних поетичних нісенітниць», типових для початківців того часу. Вальехо надіслав йому вірші в 1917 році для можливої публікації в Variedades.

## Відзнаки
- Орден Ізабелли Католички, Іспанія.
- Орден Бояка, Колумбія.

## Твори
- Літературний екскурс, вибір однойменної колонки, яку він мав у газеті El Comercio, Ліма, 1895
- Дві тези, Ліма, 1897. Містить:
  - Майбутнє рас і філософія і мистецтво
- Перу, нарис, Барселона, 1898
- Зловмисні оповідання, з листом-прологом Мігеля де Унамуно, Барселона, 1904 (2-е доповнене видання, з прологом письменника Вентура Гарсіа Кальдерон, Париж, 1913)
- Mors ex vita, короткий роман, опублікований у щомісячному журналі Mercurio Peruano, 1918; в окремій книзі: Lima, 1923
- Питання про Такну та Аріку та Вашингтонську конференцію, стаття на цю тему, яка з'явилася в La Crónica y Variedades, Ліма, 1922 р.
- Злі комікси, Ліма, 1925. Містить короткий роман Mors ex vita плюс три оповідання
- XYZ, роман, Ліма, 1935
- Дон Алонсо Енрікес де Гусман і перша поема про завоювання Америки, Ліма, 1935 рік. Він містить поему Nueva obra y breve в метрі та прозі про смерть дона Дієго де Альмагро (бл. 1550), приписувану Алонсо Енрікесу де Гусману, і попереднє дослідження, яке він опублікував у 1905 році в El Ateneo .
- Жила-була одна людина…, політичні статті на захист поваленого уряду Аугусто Леґії, Ліма, 1935 р.
- Політико-побутові хроніки кориди, тексти, опубліковані в Variedades між 1909 і 1919 роками під псевдонімом Хуан Апапачіо Корралес, з прологом і епілогом письменника Хосе Гальвеса Барренечеа; Ліма, 1938 рік
- Онука слухача, посмертне видання Рікардо Сільва Сантістебан, 1986. За життя Пальми з'явилося лише два розділи: один у журналі Ilustración Peruana (1913) та інший у Cultura (1915).